# Manangotria taolanaro
Manangotria taolanaro is een hooiwagen uit de familie Pettalidae.